# Joseph Ferdinand Gensoul
Pour les articles homonymes, voir Gensoul.
Joseph Ferdinand Gensoul, né le 20 octobre 1766 à Connaux (Gard) et mort le 3 août 1833 à Lyon , est un manufacturier, inventeur, et négociant en soie, qui permit par ses inventions et améliorations de donner un élan considérable à l'industrie de la soie.

## Biographie
Son père, Alexis Gensoul avait hérité de la charge de maître de poste  et cumulait également la charge de viguier (l'équivalent de prévôt). Homme influent, il devint maire de Connaux, puis député avant de trouver la mort durant les événements de 1793. Ayant eu dix enfants, il avait à cœur de tous bien les placer. Ce qu'il fit en envoyant son troisième fils, Joseph Ferdinand encore très jeune, à Lyon rejoindre son grand-père maternel. En effet, sa mère, Marie Anne Laurence de la Fabrègue, était la fille d'un avocat au parlement, ancien conseiller du roi et juge visiteur général des gabelles du Lyonnais.
C'est ainsi que Joseph Ferdinand entra dans la soierie, en tant que manufacturier. Mais après quelques malheurs et la perte du fruit de ses travaux, il quitta l'industrie de la soie pour un moment et se fit « artiste mécanicien »  Ami de brillants physiciens, M.Mollet et M.Eynard, il concourut avec eux à l'invention d'un briquet pneumatique (1802) dans lequel il met en application la chaleur latente du gaz. En 1803 il annonce à Lyon son projet de réforme de la filature de soie. Il conseillait déjà l'étouffement des cocons de vers à soie à la vapeur et démontrait l'inconvénient de mettre les cocons dans la bassine en trop grand nombre à la fois.

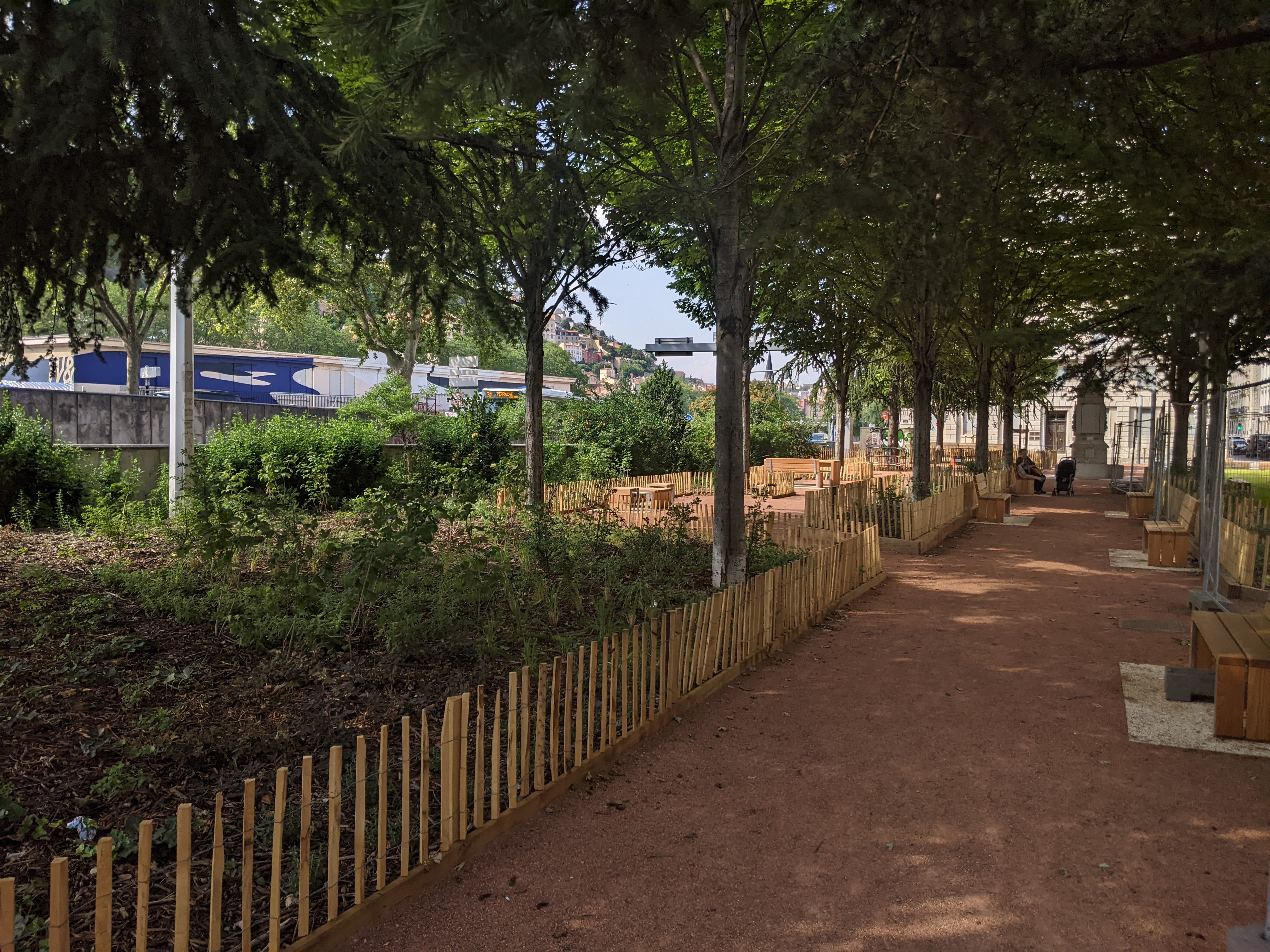
Vue de la place Gensoul à Lyon.

Nommé membre de la chambre de commerce de Lyon le 24 ventôse de l'an XII (15 mars 1804), il y exerça ses fonctions pendant trois ans. En 1806, à l'occasion de l'Exposition des produits de l'industrie Française, il se vit décerner la médaille d'or et une mention honorable pour la création d'une machine alimentée par la vapeur et permettant de chauffer l'eau des bassines des fileuses de soie. En 1823, après avoir travaillé sur l'amélioration de sa machine à vapeur,et après avoir exposé un nouveau moyen pour étouffer les chrysalides ainsi qu'une pompe dite à balancier hydraulique, Ferdinand Gensoul fut nommé chevalier de la légion d'honneur. Il était également membre de plusieurs sociétés savantes. 
Il mourut le 3 août 1833 à Lyon à l'âge de 67 ans.
La ville de Lyon lui décerna une place : la place Gensoul dédiée non seulement à ce savant mais aussi à son fils, éminent chirurgien.

## Mariage et postérité
En 1795, Joseph Ferdinand Gensoul épousa Marie Joséphine Lécuyer. Il n'eut qu'un fils, Joseph Gensoul (1797-1868), éminent chirurgien, chevalier de la légion d'honneur.

## Œuvres
- Mémoire sur les moyens de perfectionner la filature des soies
- Rapport sur la qualité des soies tirées de cocons récoltés près de Moulins, département de l'Allier (1825)
- Quelques mots en réponse au mémoire du chevalier Aldini (1819)